# لیا آخدژاکووا
لیا آخدژاکووا (روسی: Ли́я Меджи́довна Ахеджа́кова؛ زادهٔ ۹ ژوئیهٔ ۱۹۳۸) یک هنرپیشه اهل اتحاد جماهیر شوروی سوسیالیستی است. وی از سال ۱۹۶۱ میلادی تاکنون مشغول فعالیت بوده‌است.
از فیلم‌ها یا برنامه‌های تلویزیونی که وی در آن نقش داشته است می‌توان به مسکو به اشک‌ها باور ندارد، ماجراهای اداره اشاره کرد.
وی همچنین برنده جوایزی همچون هنرمند مردمی روسیه شده است.